# Antonio Caldora
Antonio Caldora (Trivento, 1400 – Jesi, 1477) è stato un nobile, condottiero e capitano di ventura italiano.
Fu duca di Bari, marchese di Vasto, conte di Acquaviva delle Fonti, Capurso, Conversano, Martina Franca, Noci, Nola, Pacentro, Rutigliano e Trivento, e signore di Bitonto, Campo di Giove, Campomarino, Capestrano, Carbonara, Carpinone, Casamassima, Cassano delle Murge, Castellana Grotte, Civitaluparella, Gioia del Colle, Guglionesi, Serracapriola e Turi. Fu inoltre sia viceré che gran connestabile del Regno di Napoli.

## Biografia
Antonio Caldora nacque nel 1400 a Trivento come figlio primogenito di Jacopo/Giacomo I Caldora e Medea d'Evoli. Iniziò da giovane la carriera militare seguendo il padre nelle imprese militari, prendendo così parte alla guerra di successione al trono del Regno di Napoli, che vedeva contrapposti gli Angioini e gli Aragonesi.
Nel 1424 figurò tra i partecipanti alla guerra dell'Aquila, schierato insieme al padre nella Lega antiaragonese (Angioini, Stato Pontificio e Aquilani), nella quale ottenne il comando di una delle sedici squadre, contro l'esercito aragonese guidato dal condottiero Braccio da Montone. La guerra fu vinta dalla Lega antiaragonese e Braccio da Montone venne ucciso, forse da Jacopo Caldora in persona.
Nel 1427 ottenne dagli Angioini l'incarico di combattere i baroni ribelli. Riuscì subito a prevalere sul condottiero Francesco Mormile, il quale si era rifugiato ad Evoli. Affrontò dopo a Turi Giovanni Antonio Orsini del Balzo, ma fu costretto ad interrompere lo scontro. Ci riprovò di nuovo a Capua insieme al condottiero Michele Attendolo, invano. Abbandonò così l'obiettivo e si rivolse a conquistare i feudi ribelli di Airola, Scafati e Salerno.
Il 15 novembre 1439 si ritrovò a Sulmona, nella chiesa di Santo Spirito al Morrone, per celebrare il funerale di suo padre Jacopo Caldora, morto improvvisamente durante l'assedio di Colle Sannita. Raggiunto da Sarro Brancaccio, mandato lì dal re del Regno di Napoli Renato d'Angiò-Valois, ottenne il comando delle truppe paterne ed ereditò i suoi titoli nobiliari ed i suoi feudi. Ottenne inoltre il titolo di viceré del Regno di Napoli.
Nel mese di marzo ricevette dal re Renato d'Angiò-Valois l'incarico di giungere in soccorso al connestabile Santo Maddaloni che si trovava ad Aversa assediato da Alfonso V d'Aragona, capo degli Aragonesi e pretendente al trono del Regno. Antonio Caldora però disobbedì all'ordine per mancanza di denaro (il re doveva ancora pagare la condotta ai suoi soldati) pretendendo che fosse il sovrano a raggiungerlo in Abruzzo e facendo pressione tramite suo zio Raimondo Caldora, gran camerlengo del Regno e fratello del padre. Ricevuto il denaro, disobbedì nuovamente agli ordini del sovrano pretendendo di ricevere ulteriore denaro. Convinto da suo cognato Troiano Caracciolo, marito di sua sorella Maria, si decise finalmente ad accettare l'incarico. Raggiunse Renato e partecipò insieme a lui a varie spedizioni militari contro gli Aragonesi. Tuttavia il suo scarso operato creò delle perplessità in questi. Rimproverato davanti a tutti i suoi soldati, abbandonò l'accampamento per recarsi in Terra di Lavoro. Richiamato dal sovrano nel proprio accampamento con la scusa di un invito a cena, venne fatto arrestare con l'accusa di tradimento. La reazione delle truppe caldoresche, che minacciarono di schierarsi con il nemico Alfonso d'Aragona, costrinse Renato a risolvere il litigio in modo pacifico. Raimondo Caldora fece da intermediario tra le due parti ed ottenne la liberazione del nipote, il quale promise al sovrano di lasciare Napoli per far ritorno in Abruzzo con un discreto numero di cavalieri. Antonio Caldora però non mantenne la promessa: si accampò con le sue truppe sul ponte della Maddalena, rifiutandosi così di rientrare in Abruzzo, e mandò uno dei suoi maggiori ufficiali dal re esigendo il rafforzamento del proprio esercito. Il re adirato rifiutò ed Antonio Caldora si schierò dalla parte di Alfonso d'Aragona. Mandò suo zio Raimondo ad assediare Ortona insieme al colonnello Riccio da Montechiaro e al condottiero Giosia Acquaviva. L'assedio però fallì poiché Francesco Sforza, schierato dalla parte degli Angioini, mandò suo fratello Alessandro Sforza ad affrontarli e questi li fece prigionieri tutti, ad eccezione di Giosia e Riccio, che riuscirono a fuggire. Per vendetta Alfonso si diresse a conquistare tutti i feudi del Regno che appartenevano agli Sforza e nel frattempo mandò Giovanni Antonio Orsini del Balzo a persuadere Marino da Norcia, viceduca di Bari ed uno dei maggiori ufficiali del Caldora, il quale gli consegnò i feudi di Bari, Acquaviva delle Fonti, Capurso, Cassano delle Murge, Castellana Grotte, Conversano, Gioia del Colle, Martina Franca, Noci, Nola, Rutigliano e Turi, in modo da tenersi stretto il Caldora. Contento di quanto accaduto al Caldora, il re Renato mandò il cugino di questi, Lionello Accrocciamuro, che gli era rimasto fedele, a soccorrere le terre degli Sforza. Alfonso chiese aiuto al Caldora per terminare i vari assedi, ma questi preferì rimanere in Abruzzo a difendere i propri feudi dalle razzie di Alessandro Sforza e inviargli Paolo di Sangro con alcune sue truppe. Gli scontri si conclusero tutti con la vittoria degli Angioini. Francesco Sforza fece liberare dalla prigione Raimondo Caldora e lo esortò a convincere il nipote a tornare dalla parte degli Angioini, con la promessa di riottenere l'incarico di capitano dell'esercito reale, di ricevere un cospicuo stipendio e di essere affiancato nelle spedizioni da Gian Galeazzo Maria Sforza, suo nipote. Antonio Caldora tornò dalla parte degli Angioini.
Il 2 giugno 1442 Alfonso V d'Aragona riuscì ad entrare a Napoli attraverso i cunicoli dell'acquedotto e, conquistatala, divenne il nuovo re del Regno e scacciò dalla città Renato d'Angiò-Valois.
Saputo del tradimento di Antonio Caldora, il re Alfonso entrò con numerose truppe nel feudo di Carpinone, uno dei suoi preferiti. Alfonso inizialmente intenzionato a porre sotto assedio il castello di Carpinone, decise di rinunciare ad assaltare la fortezza allorquando venne a sapere che il Caldora non si trovava ivi. Si preparò quindi ad uno scontro in campo aperto con il Caldora. Lo affrontò il 28 giugno 1442 in battaglia a Sessano del Molise. I cronisti dell'epoca, tra i quali Agostino Nifo nel suo libro De Prophanitate, scrissero che un fattore essenziale della sconfitta di Antonio Caldora fu il tradimento di Paolo di Sangro, il quale si unì con i suoi armati alle schiere di Alfonso durante una fase cruciale della battaglia. Il Caldora, sconfitto, venne condotto come detenuto nel suo castello di Carpinone. Qui Alfonso gli chiese di mostrargli tutte le cose preziose che vi custodiva; gli sottrasse solo un vaso di cristallo che era stato donato dai Veneziani a suo padre Jacopo, fece bruciare tutti i propri documenti e gli confermò tutti i propri feudi ad eccezione di quelli che erano stati conquistati dal padre, che donò ai condottieri a lui più fedeli. Dopo questo episodio, Alfonso tornò ad assediare i feudi degli Sforza, questa volta con successo.
In seguito ci fu un periodo di relativa tranquillità tra le varie parti poiché il re Alfonso d'Aragona fu impegnato in varie campagne militari che si svolsero al di fuori dei confini del Regno di Napoli, periodo che durò fino al 27 giugno 1458, data di morte del sovrano avvenuta per malattia. Successe ad Alfonso suo figlio Ferrante d'Aragona, il quale a differenza del padre non era magnanimo, bensì spietato di carattere. Quest'ultimo si era prefissato di estinguere la supremazia della famiglia Caldora così da non avere rivali.
Assediò prima nel 1464 Antonio Caldora nel suo castello di Civitaluparella, ma ne uscì sconfitto. Tornato a Napoli e rafforzato il proprio esercito, deciso a finirla una volta per tutte col Caldora, Ferrante si diresse, sempre nel 1464, verso il Castello Caldoresco di Vasto. Antonio Caldora però era rimasto a Civitaluparella ed aveva lasciato a difesa di Vasto Raniero di Lagnì, fratello della sua terza moglie Margherita di Lagnì. Vasto venne così assediata. Ferrante d'Aragona si propose di prendere la città per fame, ma l'assedio si rivelò più impegnativo del previsto: l'esercito del re subì pesanti perdite ed il sovrano decise di tornare a Napoli per rafforzarlo, lasciando il tenente Giacomo Carafa della Spina col rimanente esercito a continuare l'assedio. Nei giorni che seguirono, di notte Antonio Caldora marciò da Civitaluparella a Vasto per portare rinforzi ai suoi. Antonio Caldora nello stesso tempo mandò il figlio Restaino a Napoli dal sovrano per giungere ad un accordo di pace. I cittadini di Vasto, in particolare Pietro, Tommaso e Francesco, tre fratelli della famiglia Santi, una famiglia assai potente in città, preoccupati per le conseguenze di questa ribellione verso il sovrano, si accordarono col tenente Giacomo Carafa della Spina; con una rivolta popolare catturarono Antonio Caldora e glielo consegnarono, aprendo così le porte della città ai soldati del re. Saputo della cattura, il re Ferrante d'Aragona diede ad Antonio Caldora una punizione esemplare: gli confiscò tutti i propri feudi e lo tenne prigioniero. Trasferito come prigioniero prima ad Aversa e poi a Napoli, Antonio Caldora venne liberato per intercessione del duca di Milano Francesco Sforza, che in questo arco di tempo aveva cambiato partito, con la promessa di restare in città in cambio dell'ottenimento da parte del sovrano di una pensione per il mantenimento della propria famiglia. Antonio Caldora, dopo cinque anni, non riuscendo a sopportare più tale condizione, si imbarcò a Pozzuoli con la moglie Margherita di Lagnì ed i suoi figli, uscendo così dai confini del Regno di Napoli. Si rifugiò a Jesi, nelle Marche, dove morì nel 1477 in povertà nella casa di un ex soldato di suo padre. Dopo la morte del marito, Margherita di Lagnì fece ritorno a Napoli, dove ottenne il perdono del sovrano e venne nominata dama di compagnia di sua nipote Isabella d'Aragona.

## Ascendenza
|                          |                   |                   | Genitori                        |  |  | Nonni |  |  | Bisnonni               |  |  | Trisnonni        |  |
|                          |                   |                   |                                 |  |  |       |  |  | "Raimondaccio" Caldora |  |  | Raimondo Caldora |  |
|                          |                   |                   |                                 |  |  |       |  |  | "Raimondaccio" Caldora |  |  | Raimondo Caldora |  |
|                          |                   | Giovanna Ponziaco |                                 |  |  |       |  |  | "Raimondaccio" Caldora |  |  |                  |  |
| Giovanni Antonio Caldora |                   |                   |                                 |  |  |       |  |  | "Raimondaccio" Caldora |  |  |                  |  |
|                          |                   | Luisa d'Anversa   | Giovanni d'Anversa              |  |  |       |  |  |                        |  |  |                  |  |
|                          |                   | Luisa d'Anversa   | Giovanni d'Anversa              |  |  |       |  |  |                        |  |  |                  |  |
|                          |                   | Luisa d'Anversa   | Isabella di Sangro              |  |  |       |  |  |                        |  |  |                  |  |
| Jacopo Caldora           |                   | Luisa d'Anversa   |                                 |  |  |       |  |  |                        |  |  |                  |  |
|                          |                   | Giacomo Cantelmo  | Giovanni Cantelmo               |  |  |       |  |  |                        |  |  |                  |  |
|                          |                   | Giacomo Cantelmo  | Giovanni Cantelmo               |  |  |       |  |  |                        |  |  |                  |  |
|                          |                   | Giacomo Cantelmo  | "Angelella" Stendardo           |  |  |       |  |  |                        |  |  |                  |  |
| Rita Cantelmo            |                   | Giacomo Cantelmo  |                                 |  |  |       |  |  |                        |  |  |                  |  |
|                          |                   | ?                 | ?                               |  |  |       |  |  |                        |  |  |                  |  |
|                          |                   | ?                 | ?                               |  |  |       |  |  |                        |  |  |                  |  |
|                          |                   | ?                 | ?                               |  |  |       |  |  |                        |  |  |                  |  |
| Antonio Caldora          |                   | ?                 |                                 |  |  |       |  |  |                        |  |  |                  |  |
|                          | Francesco d'Evoli | Niccolò d'Evoli   |                                 |  |  |       |  |  |                        |  |  |                  |  |
|                          | Francesco d'Evoli | Niccolò d'Evoli   |                                 |  |  |       |  |  |                        |  |  |                  |  |
|                          | Francesco d'Evoli | Agnese Pipino     |                                 |  |  |       |  |  |                        |  |  |                  |  |
| Niccolò d'Evoli          | Francesco d'Evoli |                   |                                 |  |  |       |  |  |                        |  |  |                  |  |
|                          |                   | ? di Sangro       | Matteo di Sangro                |  |  |       |  |  |                        |  |  |                  |  |
|                          |                   | ? di Sangro       | Matteo di Sangro                |  |  |       |  |  |                        |  |  |                  |  |
|                          |                   | ? di Sangro       | Candola/Condinella di Barbarano |  |  |       |  |  |                        |  |  |                  |  |
| Medea d'Evoli            |                   | ? di Sangro       |                                 |  |  |       |  |  |                        |  |  |                  |  |
|                          |                   | Tommaso Conti     | Annibaldo Conti                 |  |  |       |  |  |                        |  |  |                  |  |
|                          |                   | Tommaso Conti     | Annibaldo Conti                 |  |  |       |  |  |                        |  |  |                  |  |
|                          |                   | Tommaso Conti     | Francesca d'Aquino              |  |  |       |  |  |                        |  |  |                  |  |
| Jacopa Conti             |                   | Tommaso Conti     |                                 |  |  |       |  |  |                        |  |  |                  |  |
|                          |                   | ?                 | ?                               |  |  |       |  |  |                        |  |  |                  |  |
|                          |                   | ?                 | ?                               |  |  |       |  |  |                        |  |  |                  |  |
|                          |                   | ?                 | ?                               |  |  |       |  |  |                        |  |  |                  |  |
|                          |                   | ?                 |                                 |  |  |       |  |  |                        |  |  |                  |  |

## Discendenza
Antonio Caldora si sposò tre volte:
- la prima volta con Caterina d'Evoli, da cui non ebbe figli[16];
- la seconda volta nel 1429 con Emilia[17]/Isabella[18] Caracciolo, figlia di Sergianni Caracciolo, gran siniscalco del Regno di Napoli, da cui ebbe un figlio, Restaino Caldora, il quale fu un paggio e un condottiero, andato in sposo a Chiara Camponeschi, figlia del condottiero Pietro Lalle Camponeschi[19];
- rimasto vedovo, si risposò per la terza volta dopo il 1442 con Margherita di Lagnì, da cui ebbe un figlio di nome Raimondo Caldora, il quale non si sposò[20].

Ebbe anche delle figlie, di cui non se ne conosce l'identità, avute dalla seconda e/o dalla terza moglie.
Intrattenne inoltre una relazione sentimentale con Lucrezia d'Alagno, poi conclusasi con un nulla di fatto.